# Acílio Severo (homem claríssimo)
Acílio Severo (em latim: Acilius Severus) foi um homem claríssimo romano do século IV. Era ancestral de Acílio Severo, cônsul em 323. Viveu na Hispânia e escreveu uma autobiografia em prosa e verso chamada Catastrophen sive Peiran. Ele faleceu no tempo de Valentiniano I (r. 364–375).